# Реп'яшок пряморогий
Реп'яшо́к звичайний, яйцеподібний, або пряморо́гий (Ceratocephala testiculata) — отруйна однорічна рослина родини жовтецевих. Поширений бур'ян, менш відомий як лікарська рослина.

## Опис

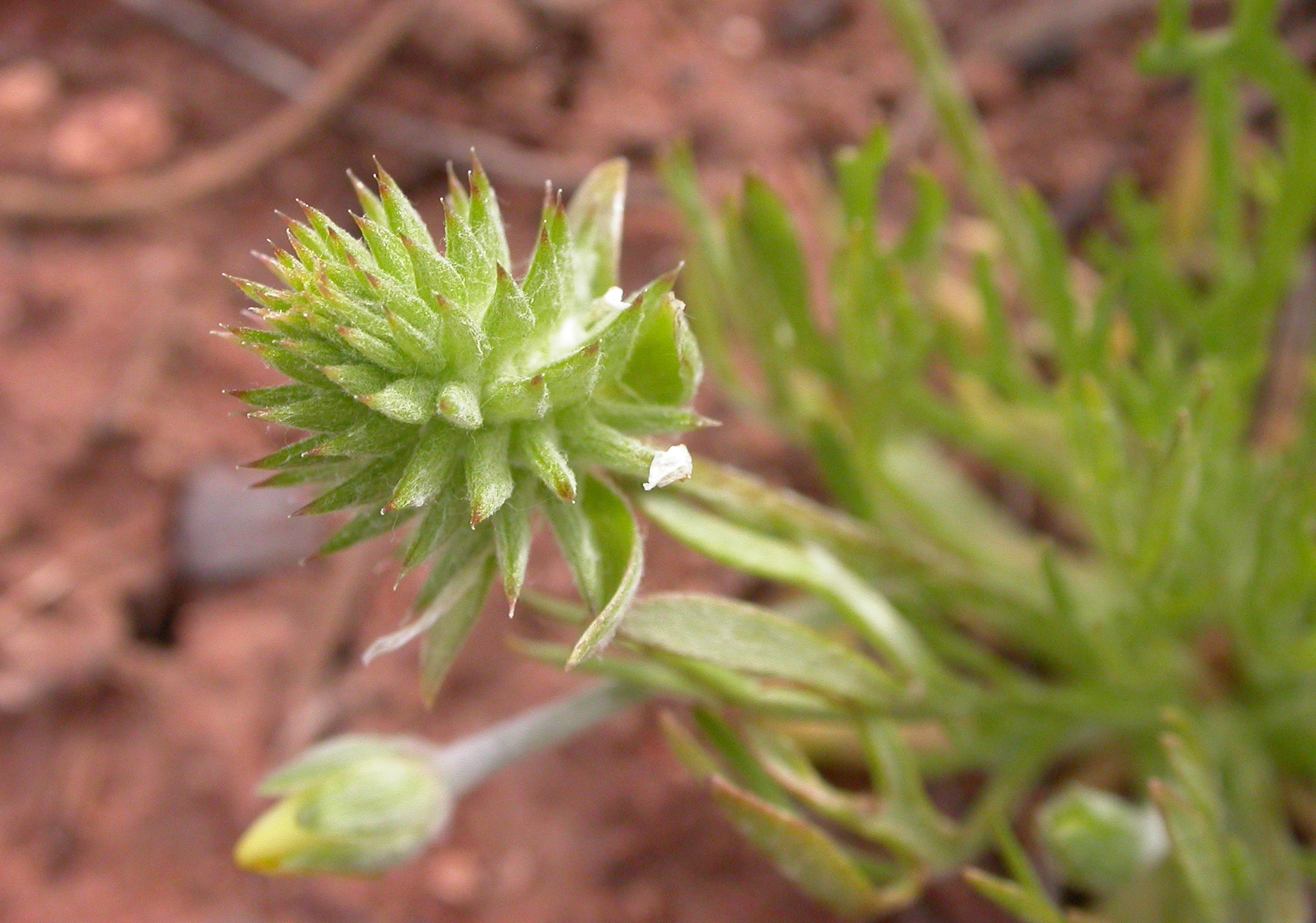
Недостиглий плід

Дрібна трав'яниста рослина, висота якої навіть у найбільших особин не перевищує 10 см, а зазвичай становить 3-5 см; терофіт, ефемероїд.
Корінь стрижневий, невеликий. Стебло прямостояче або висхідне, голе. Листки зібрані у розетку, дрібні, пальчастороздільні з лінійними частками, слабо запушені. Квітки актиноморфні, п'ятичленні, блідо- або яскраво-жовті, завдовжки 7-10 мм. Плід — колючий багатогорішок завдовжки 12-18 мм, зовні схожий на реп'ях, на початку дозрівання зелений, у стані повної стиглості — буровато-сірий.
Рослина містить глікозид ранункулін, який при подрібненні сировини перетворюється на високотоксичний протоанемонін.

## Екологія та поширення
Рослина світлолюбна помірно посухостійка, зростає у степах, серед чагарників, у садках, на схилах, пустирях, обабіч доріг, особливо на порушених ґрунтах. Нерідко утворює суцільні зарості, досить часто трапляється в угрупованнях з тонконогом лучним.
Реп'яшок яйцеподібний квітне ранньою весною, тільки-но зійде сніг. Запилюється вітром (анемогамія), можливе самозапилення. Поширенню плодів сприяють колючки, за допомогою яких вони чіпляються до хутра тварин.
Розповсюджений по всій Євразії, занесений до західних і північних районів США. В Україні трапляється досить часто у лісостеповій і степовій зонах, у південній частині Полісся, рідше — в Криму.

## Застосування
У народній медицині з давніх часів свіжі квітки застосовували для загоювання ран, лікування екзем, а також при малярії (виключно як зовнішній засіб). При вживанні реп'яшка яйцеподібного всередину наступає отруєння, симптомами якого є утруднене дихання, пронос, слабкість, у важких випадках можливі летальні наслідки. В Сполучених Штатах Америки відомі випадки смертельного отруєння овець при поїданні цієї рослини.
Як інвазивна рослина реп'яшок яйцеподібний може бути доволі агресивним, до того ж він становить небезпеку через свою отруйність. Тому поза межами природного ареалу його рекомендується знищувати.

## Синоніми
- Ceratocephala falcata auct. non (L.) Pers.
- Ceratocephala orthoceras DC.
- Ceratocephala reflexa Steven
- Ranunculus falcatus auct. non L.
- Ranunculus orthoceras (DC.) Benth. & Hook.f. ex Schmalh.
- Ranunculus testiculatus Crantz[2]